# Zygogynum
Zygogynum, rod vazdazelenih grmova ili manjeg drveća iz porodice Winteraceae.
Za rod Zygogynum trenutno se smatra da ima papuazijsko-pacifičku rasprostranjenost i da je poznat samo na otocima zapadnog Pacifika (Nova Kaledonija, Vanuatu i Salomonski otoci), Australiji i Novoj Gvineji, uključujući krajnji zapadni poluotok Bird's Head, ali još nije zabilježeno s otoka zapadno od ploče Sahul i biogeografske granice Lydekkerove linije. Opisane su (2022.) dvije nove vrste Zygogynuma zapadno od Wallaceove i Lydekkerove linije. Z. moluccanum opisan je s Molučkih otoka u Indoneziji, a Z. sundaicum, nova vrsta i generički zapis za sundski šelf, opisan je iz sjevernog dijela malezijske države Sarawak na Borneu. Uz opise i ilustracije nove vrste, raspravlja se o generičkom razgraničenju, fosilnom zapisu i potencijalnim uzročnicima širenja Zygogynuma.
Na popisu je od 2022. 47 vrsta.

## Vrste
1. Zygogynum acsmithii Vink
2. Zygogynum amplexicaule (Vieill. ex P.Parm.) Vink
3. Zygogynum archboldianum (A.C.Sm.) Vink
4. Zygogynum argenteum (A.C.Sm.) Vink
5. Zygogynum baillonii Tiegh.
6. Zygogynum bicolor Tiegh.
7. Zygogynum bosavicum Vink
8. Zygogynum bullatum (Diels) Vink
9. Zygogynum calophyllum (A.C.Sm.) Vink
10. Zygogynum calothyrsum (Diels) Vink
11. Zygogynum clemensiae (A.C.Sm.) Vink
12. Zygogynum comptonii (Baker f.) Vink
13. Zygogynum crassifolium (Baill.) Vink
14. Zygogynum cristatum Vink
15. Zygogynum cruminatum Vink
16. Zygogynum cyclopensis Vink
17. Zygogynum fraterculus Vink
18. Zygogynum haplopus (B.L.Burtt) Vink
19. Zygogynum howeanum (F.Muell.) Vink
20. Zygogynum ledermannii (Diels) Vink
21. Zygogynum longifolium (A.C.Sm.) Vink
22. Zygogynum mackeei Vink
23. Zygogynum megacarpum (A.C.Sm.) Vink
24. Zygogynum moluccanum Utteridge & Rustiami
25. Zygogynum montanum (Lauterb.) Vink
26. Zygogynum oligocarpum (Schltr.) Vink
27. Zygogynum oligostigma Vink
28. Zygogynum pachyanthum (A.C.Sm.) Vink
29. Zygogynum pancheri (Baill.) Vink
30. Zygogynum pauciflorum (Baker f.) Vink
31. Zygogynum polyneurum (Diels) Vink
32. Zygogynum pomiferum Baill.
33. Zygogynum queenslandianum (Vink) Vink
34. Zygogynum schlechteri (Guillaumin) Vink
35. Zygogynum schramii Vink
36. Zygogynum semecarpoides (F.Muell.) Vink
37. Zygogynum sororium (Diels) Vink
38. Zygogynum staufferianum Vink
39. Zygogynum stipitatum Baill.
40. Zygogynum sundaicum Utteridge
41. Zygogynum sylvestre (A.C.Sm.) Vink
42. Zygogynum tanyostigma Vink
43. Zygogynum tieghemii Vink
44. Zygogynum umbellatum (Ridl.) Vink
45. Zygogynum vieillardii Baill.
46. Zygogynum vinkii F.B.Sampson
47. Zygogynum whitmoreanum Vink